# Karl Christian Wymann Mory

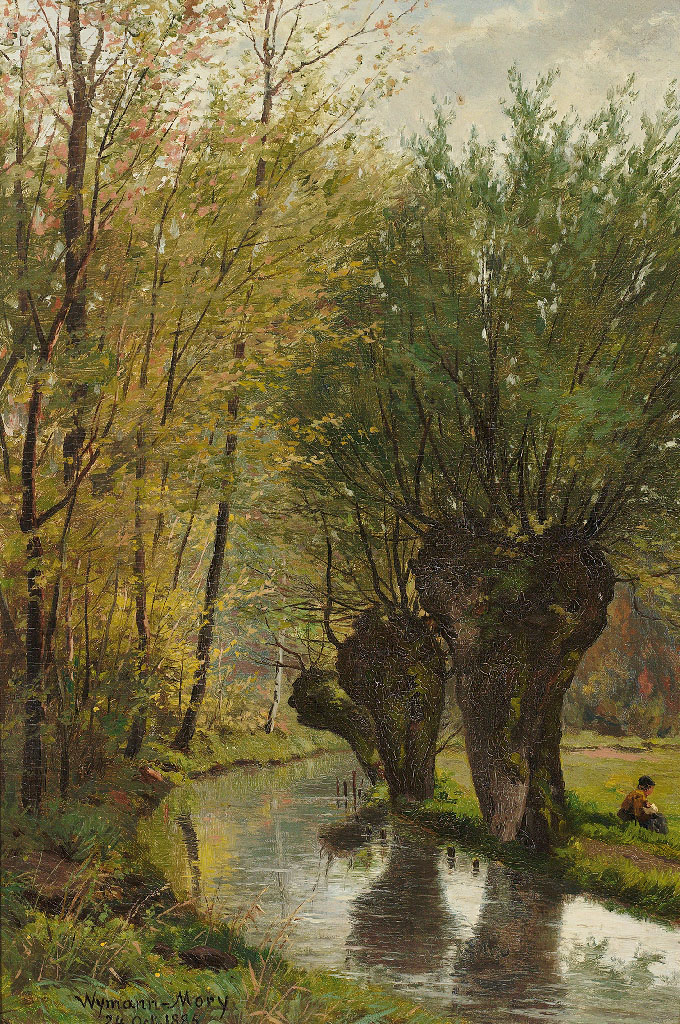
Bachlauf mit Weiden (Cours d'eau avec pâturages), 1886.

Karl Christian Wymann Mory, né le 1er février 1836 à Lützelflüh, et mort le 20 avril 1898 à Clarens, est un peintre paysagiste et portraitiste suisse.

## Biographie
Karl Christian Wymann Mory est né le 1er février 1836 à Lützelflüh. Il passe toute sa jeunesse à Berne ou dans les environs. Il travaille à Munich et voyage quelques années. Il fait un court séjour à Florence et à Rome. En 1864, et de 1872 à 1896, il participe aux expositions d'art suisses et bernoises, notamment en 1883 : Soir dans la Campanie et Matin sur le lac.
Il meurt le 20 avril 1898 à Clarens.

## Œuvres en collection publique
- Sonneur de cor, Berne, Musée des beaux-arts[2].
- Vue du lac de Genève, Berne, Musée des beaux-arts[2].